# Filtrator
En filtrator er et dyr, der lever af plankton. De filtrerer plankton fra vandet ved at føre store mængder vand hen over en si, det kan være f.eks. finmaskede gæller eller et lignende finmasket net. Planktonet bliver dermed sigtet ud af vandet. Fra sien bliver planktonet transporteret til dyrets mund og slugt.